# Morning Glory (Texas)
Morning Glory es un lugar designado por el censo ubicado en el condado de El Paso en el estado estadounidense de Texas. En el Censo de 2010 tenía una población de 651 habitantes y una densidad poblacional de 233,6 personas por km².

## Geografía
Morning Glory se encuentra ubicado en las coordenadas 31°33′53″N 106°12′32″O / 31.56472, -106.20889. Según la Oficina del Censo de los Estados Unidos, Morning Glory tiene una superficie total de 2.79 km², de la cual 2.79 km² corresponden a tierra firme y (0%) 0 km² es agua.

## Demografía
Según el censo de 2010, había 651 personas residiendo en Morning Glory. La densidad de población era de 233,6 hab./km². De los 651 habitantes, Morning Glory estaba compuesto por el 85.87% blancos, el 0.15% eran afroamericanos, el 0.46% eran amerindios, el 0% eran asiáticos, el 0% eran isleños del Pacífico, el 12.14% eran de otras razas y el 1.38% pertenecían a dos o más razas. Del total de la población el 98% eran hispanos o latinos de cualquier raza.

## Educación
El Distrito Escolar Independiente de Clint gestiona escuelas públicas.